# السبخة (الرقة)
السبخة بلدة سورية تتبع ناحية السبخة في منطقة مركز الرقة في محافظة الرقة. بلغ عدد سكانها 11567 نسمة في عام 2004 حسب إحصاء المكتب المركزي للإحصاء.